# Дорчестер (Бостон)
Дорчестер (англ. Dorchester) ― район площадью более 6 квадратных миль (16 км2) в городе Бостон, штат Массачусетс, США. Первоначально Дорчестер был отдельным городом, основанным пуританами, эмигрировавшими в 1630 году из Дорчестера, графство Дорсет (Англия), в колонию Массачусетского залива. Этот распущенный муниципалитет, на сегодняшний день является крупнейшим районом Бостона, часто разделяется градостроителями, чтобы создать две зоны планирования, примерно эквивалентные по размерам и численности населения другим районам Бостона.
Район назван в честь города Дорчестер в английском графстве Дорсет, из которого, в частности, эмигрировали пуритане на корабле «Мэри и Джон».
Основанный в 1630 году, всего за несколько месяцев до основания Бостона, Дорчестер в настоящее время занимает географическую территорию, примерно эквивалентную близлежащему Кембриджу. Это был все еще преимущественно сельский город и его население составляло 12 000 человек на момент присоединения к Бостону в 1870 году. Железнодорожные и трамвайные линии привели к быстрому росту, увеличив численность населения до 150 000 человек к 1920 году. По данным переписи населения Соединенных Штатов 2010 года, население района составляло 92 115 человек.
В районе Дорчестер проживает очень разнообразное население, которое включает в себя большую концентрацию афроамериканцев, американцев европейского происхождения (особенно ирландского, немецкого и польского происхождения), американцев Карибского бассейна, латиноамериканцев, а также американцев из Восточной и Юго-Восточной Азии. В Дорчестере также проживает значительное ЛГБТ-население с активными политическими группами и наибольшей концентрацией однополых пар в Бостоне после Саут-Энда и Ямайской равнины. Большинство людей старше 25 лет закончили среднюю школу или получили аттестат зрелости.